# Thomisus manjuae
Thomisus manjuae là một loài nhện trong họ Thomisidae.
Loài này thuộc chi Thomisus. Thomisus manjuae được Pawan U. Gajbe miêu tả năm 2005.